# Voyageurs de Montréal
Die Montréal Voyageurs waren ein kanadisches Eishockeyteam aus Montreal, das von 1969 bis 1971 in der American Hockey League spielte.

## Geschichte
Die Montréal Voyageurs wurden 1969 als Franchise der American Hockey League gegründet. In ihrer ersten Spielzeit wurden sie auf Anhieb Sieger der East Division. In den folgenden Playoffs um den Calder Cup besiegten sie zunächst die Baltimore Clippers, ehe sie in der zweiten Runde in einem round-robin an den Buffalo Bisons und Springfield Kings scheiterten. In der Saison 1970/71 zogen sie als Zweiter ihrer Division in die Playoffs ein, scheiterten dort aber bereits in der ersten Runde durch einen Sweep in der Best-of-Five-Serie an den Springfield Kings.
Nach nur zwei Jahren wurde das Franchise 1971 nach Halifax, Nova Scotia, umgesiedelt, wo es anschließend unter dem Namen Nova Scotia Voyageurs am Spielbetrieb der AHL teilnahm.

## Saisonstatistik
Abkürzungen: GP = Spiele, W = Siege, L = Niederlagen, T = Unentschieden, OTL = Niederlagen nach Overtime SOL = Niederlagen nach Shootout, Pts = Punkte, GF = Erzielte Tore, GA = Gegentore, PIM = Strafminuten
| Saison  | GP | W  | L  | T  | OTL | SOL | Pts | GF  | GA  | Platz    | Playoffs                        |
| 1969/70 | 72 | 43 | 15 | 14 | —   | —   | 100 | 327 | 195 | 4., West | Niederlage in der zweiten Runde |
| 1970/71 | 72 | 27 | 31 | 14 | —   | —   | 68  | 215 | 239 | 6., West | Niederlage in der ersten Runde  |

## Team-Rekorde

### Karriererekorde
Spiele: 106  Jean Gauthier
Tore: 42  Guy Charron
Assists: 69  Jude Drouin
Punkte: 106  Jude Drouin
Strafminuten: 287  Phil Roberto